# Vallensbæk
Vallensbæk é um município da Dinamarca, localizado na região oriental, no condado de Copenhaga.
O município tem uma área de 9,15 km² e uma  população de 12 260 habitantes, segundo o censo de 2005.